# Rashie Grain
Der Rashie Grain ist ein Wasserlauf in Dumfries and Galloway, Schottland. Er entsteht an der Südseite des Rashiegrain Height und fließt in südlicher Richtung bis zu seinem Zusammentreffen mit dem Pikethaw Sike der Meikledale Burn entsteht.